# Пластилинки. Азбука
«Пластилинки. Азбука» — российский пластилиновый мультсериал, созданный в 2011—2014 годах ООО «Анимационная студия „Пластилин“», ООО «Киностудия „Никола-фильм“», ООО «Синема Трейд». Транслируется с 2012 года - Disney Channel Russia.

## Создатели
- Режиссёр-постановщик и автор идеи — Сергей Меринов
- Генеральный продюсер — Игорь Калёнов
- Авторы сценария: Наталья Румянцева, Игорь Мельников
- Композитор — Игорь Сацевич
- Песни исполняет — Александра Захарик
- Звукорежиссёры: Елена Николаева, Игорь Пискарёв
- Исполнительные продюсеры: Инна Безрукова, Станислав Меринов
- Продюсеры — Сергей Меринов, Илья Попов
- Создатели приведены по титрам серий мультсериала.

## Содержание
- Не обижай домашних животных — Котята играют в комнате со своими домашними животными
- Буква А — Аист и Ангел улетают в небо
- Буква Б — Богатырь страдает от обжорства
- Буква В — Великан Валера в пустыне
- Буква Г — Гитара сочиняет песенку
- Буква Д — Девочка и Дом
- Буква Е — Енот нашёл Ежевику
- Буква Ё — Ёж и Ёлка нашли иголки и точки с помощью Ёрша
- Буква Ж — Жук поможет Страшной жабе
- Буква З — Змее в Зоопарке не досталось угощений
- Буква И — Клад с Индейцем, Индюком и Ирисками.
- Буква Й — Сестре Й не стоит плакать от одиночества
- Буква К — О том, как Кот охотится за Колбасой, и надо скорее посмотреть
- Буква Л — О том, куда спешит этот Лыжник и почему ночью в комнате светло, даже когда погасла Лампочка!
- Буква М — Однажды в берлоге спал Медведь
- Буква Н — Куда исчез Носок?
- Буква О — Ослик в сто тысяч ванн плещет в свои волны Океан
- Буква П — Пираты отправились в порт
- Буква Р — Далеко ли можно улететь на Ракете
- Буква С — О том, что приснилось цирковому Слону
- Буква Т — Что скрывает Темнота?
- Буква У —  Утка, ужинающая Ухой в компании своего друга Ужа...
- Буква Ф — Фиолетовые пони, танцующие на лугу
- Буква Х —  Хамелеон, скрывающийся за чьим-то Хоботом
- Буква Ц — Цыпленок, который решил стать Царем
- Буква Ч —  В которых успел побывать старый Чемодан
- Буква Ш — В синий космос - цветной Шарик в белой ледяной Шапке, считаем дальние страны
- Буква Щ — Запускаем во дворе кораблик из Щепки
- Буква Ъ — Ошибка твёрдого знака
- Буква Ы — Ы худеет
- Буква Ь —  Мягкий знак вклинивается в слова, меняя их значение: вот так белый мел превратился в мель в синем море.
- Буква Э —  Как дети отправлялись на Экскурсию в дом в сорок Этажей и За столом Эскимо
- Буква Ю — Как кукла Юля ехала на Юг
- Буква Я — Дом Алфавита

## Награды
- 2014 — 19-й Открытый российский фестиваль анимационного кино в Суздале: приз за лучший сериал: «Пластилиновая азбука», реж. Сергей Меринов[1]
- 2014 — 10-й Всемирный Фестиваль Анимационных Фильмов в Варне (Болгария): в категории «TV-series» победу одержала «Пластилиновая азбука» (реж. Сергей Меринов); вердикт жюри — «очаровательный, образовательный и хорошо анимированный фильм».[2]

## Трансляция
- в России транслируется на телеканале - Канал Disney с 2012 до 2014.